# Caluera surinamensis
Caluera surinamensis är en orkidéart som beskrevs av Dodson och Ronald Oskar Determann. Caluera surinamensis ingår i släktet Caluera och familjen orkidéer. Inga underarter finns listade i Catalogue of Life.